# Большие Маламасы
Большие Маламасы (мар. Кугу Моламас) — деревня в Звениговском районе Республики Марий Эл. Входит в состав Красноярского сельского поселения.

## География
Находится в южной части республики Марий Эл на расстоянии приблизительно 4 км по прямой на север-северо-запад от районного центра города Звенигово на левобережье Волги.

## История
Упоминается с 1859 году как казённый выселок. В 1926 году в деревне Большой Маламас в 82 хозяйствах проживали 413 человек, в 1933 году 424 человека, в 1939 году 327 человек. В советское время работал колхоз имени Мичурина.

## Население
Население составляло 353 человека (мари 97 %) в 2002 году, 349 в 2010.